# سونغ نينا
سونغ نينا (7 أبريل 1980 في الصين - ) (بالصينية: 宋妮娜) هي سياسية ولاعبة كرة طائرة الصين. شاركت في دورة الألعاب الآسيوية 2006 ودورة الألعاب الآسيوية 2002 والألعاب الأولمبية الصيفية 2004.

## وصلات خارجية
- سونغ نينا على موقع عالم الكرة الطائرة (الإنجليزية)
- سونغ نينا على موقع أوليمبيديا (الإنجليزية)
- سونغ نينا على موقع اللجنة الأولمبية الصينية (الإنجليزية)